# Final da Copa Mercosul de 1999
A final da Copa Mercosul de 1999 foi decidida em um clássico entre Palmeiras e Flamengo em duas partidas. No primeiro jogo, no Maracanã, o Flamengo vence por 4 x 3. No segundo duelo, no Palestra Itália, os dois times empataram em 3 x 3 e o titulo ficou pro Flamengo.
Conforme o regulamento da competição, caso as 2 primeiras partidas terminassem com um placar igual no agregado, seria disputada uma terceira partida.

## Campanha das Equipes até a Final

### Palmeiras
| Rodada            | Partida                       | Resultado (em casa) | Resultado (Fora de Casa) |
| ----------------- | ----------------------------- | ------------------- | ------------------------ |
| 1ª Fase           | Palmeiras x River Plate (ARG) | 3 x 3               | 3 x 0                    |
| 1ª Fase           | Palmeiras x Racing (ARG)      | 7 x 0               | 4 x 2                    |
| 1ª Fase           | Palmeiras x Cruzeiro          | 2 x 2               | 0 x 3                    |
| Quartas de Finais | Palmeiras x Cruzeiro          | 7 x 3               | 0 x 2                    |
| Semifinais        | Palmeiras x San Lorenzo (ARG) | 3 x 0               | 0 x 1                    |

### Flamengo
| Rodada            | Partida                               | Resultado (em casa) | Resultado (Fora de Casa) |
| ----------------- | ------------------------------------- | ------------------- | ------------------------ |
| 1ª Fase           | Flamengo x Olímpia (PAR)              | 2 x 1               | 1 x 3                    |
| 1ª Fase           | Flamengo x Colo Colo (CHI)            | 2 x 2               | 4 x 0                    |
| 1ª Fase           | Flamengo x Universidad de Chile (CHI) | 7 x 0               | 0 x 2                    |
| Quartas de Finais | Flamengo x Independiente (ARG)        | 4 x 0               | 1 x 1                    |
| Semifinais        | Flamengo x Peñarol (URU)              | 3 x 0               | 2 x 3                    |

## As Partidas

### Contexto
Em maio, Flamengo e Palmeiras já haviam se enfrentando em um mata-mata: Na Copa do Brasil daquele ano, o Palmeiras se classificou, após perder a primeira partida no Rio por 2 x 1, mas vencer a partida de volta por 4 x 2 com 2 gols marcados no finzinho do jogo.
Flamengo
Após um primeiro semestre em que conquistou o Campeonato Carioca daquele ano, o Flamengo vinha de um segundo semestre ruim, patinando no Campeonato Brasileiro. Noticiários da época davam conta que a torcida chegou a apedrejar o ônibus da equipe e protestava contra o time, sobretudo contra Romário, que também vivia às turras com os dirigentes publicamente. Tanto que, em 14 de novembro, um dia após um jogo do Flamengo contra o Inter no Rio Grande do Sul válido pelo torneio Seletiva para a Libertadores, os jornais estampavam o ‘fim da Era Romário’. O Baixinho foi apontado como o organizador de uma noitada em Caxias do Sul logo depois da partida, dias antes, que culminou com a desclassificação do Flamengo para a segunda fase do Brasileiro daquele ano. Alguns dias depois, o camisa 11 assinaria com o Vasco.
Para se refugiar da crise, o Flamengo passou a treinar em Teresópolis. E para tentar acalmar a torcida, o presidente Edmundo dos Santos Silva confirmaria a assinatura do contrato com a empresa de investimento ISL, que prometia mundo e fundos na Gávea a partir de 2000.
Palmeiras
Após um primeiro semestre onde a equipe conquistou a tão sonhada Copa Libertadores, os resultados no segundo semestre não eram bons, e a conquista da Copa Mercosul representaria um final de ano mais tranquilo para a equipe.

### Fichas Técnicas

#### Primeira partida
| 16 de Dezembro de 1999 21:45 | Flamengo                               | 4 – 3                             | Palmeiras                                          | Maracanã Rio de Janeiro-RJ                                                                                |
|                              | Juan 5' · Caio 70', 73' · Reinaldo 89' | Ficha Técnica Detalhes Reportagem | 44' Júnior Baiano · 67' Asprilla · 72' Paulo Nunes | Público: 13,414 Árbitro: Wílson de Souza Mendonça Auxiliares: Arnaldo Menezes e Eduardo Cyreno de Meneses |

* Carga total de ingressos disponibilizada e esgotada, pois o estádio estava em reformas
| Flamengo | Palmeiras |

| FLAMENGO:     |    |                 |     |     |  |
|               |    |                 |     |     |  |
| G             | 1  | Clemer          |     |     |  |
| LD            | 15 | Maurinho        |     |     |  |
| Z             | 15 | Célio Silva     |     |     |  |
| Z             | 20 | Juan            |     |     |  |
| LE            | 6  | Athirson        |     |     |  |
| V             | 8  | Leandro Ávila   |     |     |  |
| V             | 23 | Marcelo Rosa    |     | 63' |  |
| V             | 19 | Leonardo Inácio |     |     |  |
| M             | 10 | Iranildo        |     | 45' |  |
| A             | 24 | Reinaldo        |     |     |  |
| A             | 9  | Leandro Machado | 76' | 78' |  |
| Substituição: |    |                 |     |     |  |
| A             | 16 | Caio            |     | 45' |  |
| A             | 18 | Rodrigo Mendes  |     | 63' |  |
| V             | 5  | Jorginho        |     | 78' |  |
| Treinador:    |    |                 |     |     |  |
| Carlinhos     |    |                 |     |     |  |

| PALMEIRAS:          |    |                   |     |    |
|                     |    |                   |     |    |
| G                   | 1  | Marcos            |     |    |
| LD                  | 2  | Arce              |     |    |
| Z                   | 3  | Júnior Baiano     | 36' |    |
| Z                   | 25 | Galeano           |     |    |
| LE                  | 6  | Júnior            |     |    |
| V                   | 16 | Rogério           |     |    |
| V                   | 8  | César Sampaio     |     | a' |
| M                   | 10 | Alex              |     | b' |
| M                   | 11 | Zinho             |     |    |
| A                   | 7  | Paulo Nunes       |     |    |
| A                   | 20 | Faustino Asprilla | 5'  | c' |
| Substituição:       |    |                   |     |    |
| A                   | 18 | Edmílson          | a'  |    |
| A                   | 24 | Euller            | b'  |    |
| M                   | 19 | Jackson           | c'  |    |
| Treinador:          |    |                   |     |    |
| Luiz Felipe Scolari |    |                   |     |    |

#### Segunda partida
| 20 de dezembro de 1999 21:45 | Palmeiras                       | 3 – 3                           | Flamengo                               | Parque Antárctica, São Paulo Público: 32.000 Árbitro: Luciano Almeida ( Brasil) |
|                              | Arce 20', 57' · Paulo Nunes 65' | Melhores Momentos Ficha Técnica | 46' Caio · 56' Rodrigo Mendes · 83' Lê |                                                                                 |

| Palmeiras | Flamengo |

|                     |    |                   |                               |    |
|                     |    |                   |                               |    |
| G                   | 12 | Marcos            |                               |    |
| LD                  | 2  | Arce              |                               |    |
| Z                   | '  | Júnior Baiano     |                               |    |
| Z                   | '  | Cléber            |                               |    |
| LE                  | 6  | Júnior            |                               |    |
| V                   | 8  | César Sampaio     | Penalizado com cartão amarelo | a' |
| M                   | 11 | Zinho             |                               |    |
| M                   | 10 | Alex              |                               |    |
| A                   | 14 | Faustino Asprilla | Penalizado com cartão amarelo |    |
| A                   | 24 | Euller            |                               | b' |
| A                   | 7  | Paulo Nunes       |                               | c' |
| Substituições:      |    |                   |                               |    |
| A                   | 13 | Edmílson Matias   | a'                            |    |
| M                   | 16 | Rogério           | b'                            |    |
| A                   | 9  | Oséas             | c'                            |    |
| Treinador:          |    |                   |                               |    |
| Luis Felipe Scolari |    |                   |                               |    |

|                |    |                     |    |    |
|                |    |                     |    |    |
| G              | 1  | Clemer              |    |    |
| LD             | 15 | Maurinho            |    |    |
| Z              | 13 | Célio Silva         |    |    |
| Z              | 20 | Juan                |    |    |
| LE             | 6  | Athirson            |    |    |
| V              | 8  | Leandro Ávila       |    |    |
| V              | 23 | Marcelo Rosa        |    | a' |
| M              | 19 | Leonardo Inácio     |    | b' |
| M              | 16 | Caio                |    | c' |
| A              | 9  | Leandro Machado 84' |    |    |
| A              | 24 | Reinaldo            |    |    |
| Substituições: |    |                     |    |    |
| M              | 22 | Lê                  | a' |    |
| A              | 18 | Rodrigo Mendes      | b' |    |
| M              | 10 | Iranildo            | c' |    |
| Treinador:     |    |                     |    |    |
| Carlinhos      |    |                     |    |    |